# Жалонёр

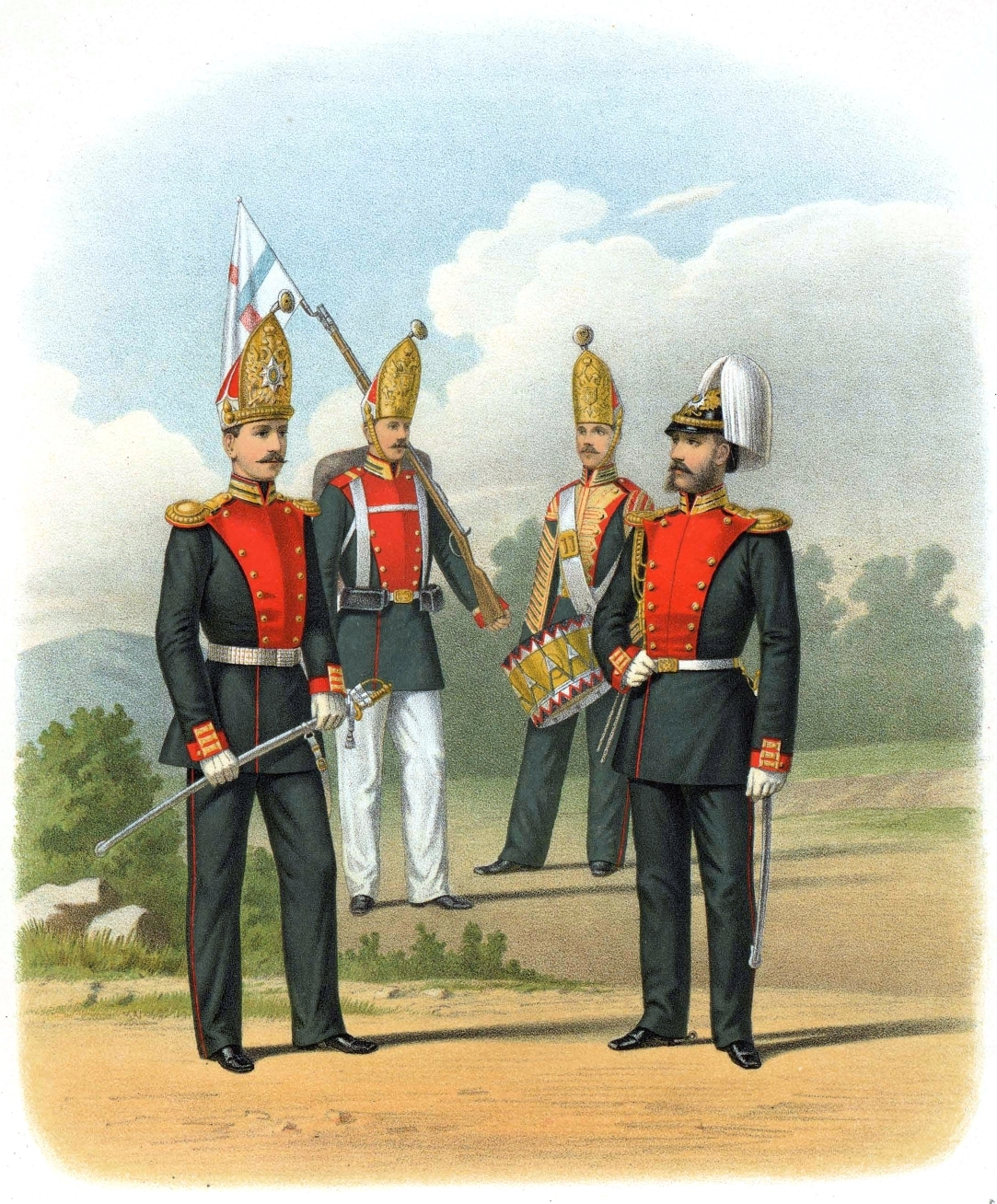
Лейб-гвардии Павловский полк, 1873–1876 обер-офицер в парадной форме, жалонер в обыкновенной строевой форме, барабанщик в парадной форме, адъютант в праздничной форме

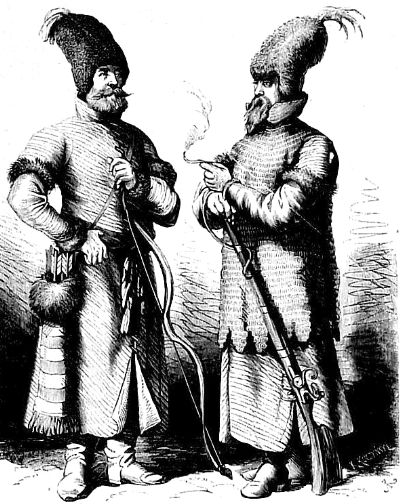
литовские жолнеры XVI в. графика Юлиуша Коссака

Жалонёр (от фр. jalon — веха, шест, фр. jalonner — разбивать линию, фр. jalonneur — обозначающий линию построения войск) — нижний чин пехоты, носящий в строю на штыке ружья цветной флажок (жалонерский значок), служащий для указания места батальона или роты; жалонёров высылали заранее для обозначения линии при построении войск.

## История
В дореволюционной русской армии жалонёрные значки полагались в каждом батальоне (бело-оранжево-чёрные с номером батальона) и роте (разных цветов).
Впервые жалонёры введены в российской армии при главном штабе 1-й армии в 1819 году, по представлению И. И. Дибича (заимствованы у англичан). В 1821 году жалонерские команды были введены во всех пехотных полках (1 офицер и по одному жалонеру на батальон и роту). Жалонерам присвоены значки: батальонные — все одинаковые, чёрно-оранжево-белые с номером батальона римскими цифрами в середине оранжевой полосы; ротные — поле по цвету воротников (в армии по цвету клапанов на воротниках, в стрелковых частях — малиновые, в инженерных — коричневые), горизонтальные полоски (батальонные) — в первых батальонах красные, во вторых — синие, в третьих — белые, в четвёртых — зелёные; вертикальные полоски (ротные) в первых рядах красные, во вторых — синие, в третьих — белые, в четвёртых — зелёные. Жалонерские значки пристегиваются к штыковым ножнам крючками. В 1898 году жалонеры переименованы в линейных, под каким наименованием они существуют до сих пор[уточнить] по одному на батальон (батальонный линейный в головных ротах батальонов) и на каждую роту (ротный линейный); тогда же уничтожена должность жалонерского офицера. В прежнее время службе жалонеров придавалось большое значение, и для доставления практики в пользовании жалонеров устраивались особые жалонерские учения; в 1886 году во 2-й гвардейской пехотной дивизии была составлена особая инструкция для жалонерских учений.

Зазвучат команды хором,
И свистков раздастся свист,
А за мною с жалонёром
Барабанщик и горнист.— «Письмо из-за границы»

## Слово
В историческом контексте слово «жолнер» (пол. żołnierz «солдат», из нем. Söldner «наёмник», по денежной единице «солид» или «сольдо», лат. solidus) также может обозначать солдат армии Речи Посполитой/Польши. В силу созвучия часто смешиваются два слова разного происхождения:

В слове жолнер утверждается ударение последнего слога (жолне́р). Между тем само определение первого значения («польский ратник») и пример из «Дмитрия Самозванца» А. Н. Островского («Случись ещё подобная тревога, Я жолнерам стрелять велю») показывают, что нормой для употребления слова жолнер (в первом значении) должна быть форма жо́лнер. Так называемое второе значение, связанное с формой жолнёр, является результатом контаминации со словом жалонёр (фр. jalonneur). Таким образом, в данном случае мы имеем дело с историческим взаимодействием разных, хотя и близких по звучанию слов, с взаимодействием, приведшим к своеобразной омонимии, а затем, по-видимому, и к частичному слиянию омонимов.